# Kod zła
Kod zła (ang. Longlegs) – amerykańsko-kanadyjski film grozy z 2024 roku w reżyserii Oza Perkinsa. Zdjęcia kręcono w Vancouver.

## Fabuła
Lata 90. XX wieku. Stany Zjednoczone są terroryzowane przez seryjnego zabójcę podpisującego się jako Longlegs. Morduje on całe rodziny, nie pozostawiając w ich domach żadnych śladów poza listami zakodowanymi tajemniczym szyfrem. Do rozpracowania metod i schematu działania przestępcy oddelegowana zostaje agentka FBI, Lee Harker. Okazuje się, że za Longlegsem stoją nadprzyrodzone siły.

## Obsada
- Maika Monroe – agentka Lee Harker;
- Nicolas Cage – Longlegs;
- Blair Underwood – agent Carter;
- Alicia Witt – Ruth Harker;
- Michelle Choi-Lee – agentka Browning;
- Dakota Daulby – agent Horatio Fisk;
- Kiernan Shipka – Carrie Anne Camera

## Odbiór

### Wyniki finansowe
Film zarobił na całym świecie ponad 39 milionów dolarów przy deklarowanym budżecie poniżej 10 milionów.

### Opinie
Film spotkał się z przeważająco pozytywnym odbiorem. Odsetek przychylnych recenzji w agregatorze Rotten Tomatoes wyniósł odpowiednio 86% i 62%, biorąc pod uwagę krytyków oraz widzów. Kod zła porównywano do takich thrillerów, jak Milczenie owiec oraz Siedem. Jednym z najczęściej chwalonych aspektów filmu była tytułowa (ze wględu na oryginalną nazwę filmu) rola Nicolasa Cage’a.